# Tim Schenken
Tim Schenken (ur. 26 września 1943) – australijski kierowca wyścigowy, w latach 1970-1974 startował w wyścigach Formuły 1. Jeździł w bolidach zespołów Williams, Brabham, Surtees, Trojan, Lotus. Wystartował w 36 wyścigach Formuły 1, raz stając na podium, lecz nigdy nie wygrywając. Obecnie (2011) pełni funkcję dyrektora wyścigu podczas zawodów serii V8 Supercars.